# Янино (Верхнедвинский район)
Янино (бел. Я́ніна) — деревня в Верхнедвинском районе Витебской области Беларуси. В составе Бельковщинского сельсовета.

## География
Ближайшие населённые пункты Бельковщина, Боровка, Верхнедвинск и др.

### Гидрография
Рядом протекает река Дрыса.

## История
До 2004 года деревня входила в состав Жовнинского сельсовета.

## Население

### Численность
- 2009 год — 377 жителей

### Динамика
- 1999 год — 437 жителей (перепись населения)
- 2009 год — 377 жителей (перепись населения)[3]

## Экономика
- Верхнедвинский маслосырзавод
- Верхнедвинское ДРСУ № 143

## Здравоохранение
- Верхнедвинская центральная районная больница

## Улицы
- Верхнедвинская
- Колхозная
- Лесная
- Партизанская

## Достопримечательность
- Мемориальный комплекс жертвам фашизма, воинам-освободителям и землякам, на пересечении улиц Верхнедвинской и Партизанской (1977)[4][5] —  Историко-культурная ценность Республики Беларусь, шифр 213Д000220. Расположен в 0,3 км от Верхнедвинска, у развилки шоссейных дорог Верхнедвинск–Освея и Даугавпилс–Полоцк.

## Галерея
- Панорама
- Маслосырзавод
- Мемориальный комплекс